# 陆蠡
陆蠡（1908年—1942年4月），原名陆考源，字圣泉，筆名陸蠡，另有筆名陸敏、盧蠡、大角等，中國現代散文家和翻译家。浙江省天台縣人，1931年畢業於上海國立勞動大學工學院機械工程系，次年至泉州平民中学（现泉州第三中学）任中學理化教師。1936年進入友人吳文林的上海文化生活出版社工作，之後其著作也都由該出版社出版。抗戰爆發後，續留上海孤島，維持出版社運作。珍珠港事變後之1942年，日軍抄查出版社，陸蠡前往巡捕房交涉，遭日本宪兵队拘捕并杀害。

## 经历
1919年于浙江基督教蕙兰中学就读。1921年转入浙江之江大学附中，但只就读了一年便跨越初中，考入之江大学附属高中部。
1926年陆蠡考入之江大学，两年后转到上海劳动大学机械系。1931年秋，与友人吴朗西等南下福建任泉州平民中学理化教员，课余从事创作和翻译。
1935年任上海文化生活出版社编辑，1939年任出版社负责人。1940年创办《少年读物》，但由于该刊物抗日呼声激烈，无法适应当时的形势，很快便遭到停刊。之后又主编了《少年读物小丛书》等15种刊物。

## 遇害
1942年3月初，陆蠡和张宛若准备举办婚礼。然而不久之后，于4月13日，卢家湾捕房查抄文生社搜捕负责人，还劫走了文生社存书数万册。当时正好外出的陆蠡得知后，欲追回藏书，孤身赶赴捕房，当场被捕。次日其友索非等人探访时被告知陆蠡已被移送至四马路市警察局，然而市局表示陆蠡已被押送到江湾宪兵司令部。索非等通过关系找到宪兵司令部一名“高级负责人”得到了证实。最终，日本宪兵队暗杀了年仅34岁的陆蠡。1983年4月，中华人民共和国国家民政部将陆蠡列为革命烈士。

## 作品

### 散文
- 《海星》（1936）
- 《竹刀》（后改名《山溪集》，1938）
- 《囚绿记》（1940）

三个集子的共同特色，是凝炼、质朴，蕴藉而秀美。陆蠡也写过许多短篇小说，给人的感觉总是'渴望着更有生命、更有力量、更有希望和鼓舞'。 
- 秦賢次編，《陸蠡散文集》，台北：洪範書店，1979。（收錄上述三書）

### 翻譯
- [法]拉馬丁原著，《葛萊齊拉》（1936）
- [俄]屠格涅夫原著，《羅亭》（1937）
- [俄]屠格涅夫原著，《煙》（1940）
- [英]笛福原著，《魯濱孫飄流記》
- 《寓言詩》
- 《希臘神話》

## 评价
余光中在《散文的知性与感性》中认为：“早期的散文家里，感性散文写得最出神最出色的，恐怕得数名气不及徐志摩而夭亡却更早的一位作家——陆蠡……陆蠡的独创在于断然割舍冗文赘念，而全然投入一个单纯的情境，务求经营出饱满的美感。也许议论亦非他所长，但是他未曾“添足”，所以你也捉不到他的短处。”
巴金在《怀陆圣泉》中说陆蠡“爱憎分明、敢爱敢恨”，“有义气、无私心、为了朋友甚至可以交出自己的生命、重视他人的幸福甚于自己”，并形容和陆蠡在一起是和崇高的灵魂接触”。
郑振铎在《蛰居散记》中说“陆蠡的死，最可痛心”。
唐弢在《圣泉纪念》里说陆蠡“用短促的生命写了人生这部大书里最伟大、最动人的一章。

## 轶事
据陆蠡女儿陆莲英回忆，陆蠡幼时因一篇作文引发了县知事的注意，时值元宵，县知事随口指定以“元宵佳节”为题。陆蠡略微思索后便提笔成文，县知事看完之后连称“神童”，并奖给银元二十四枚，问陆蠡想拿这些钱做衣裳还是买东西吃，陆蠡答想把钱捐赠给学堂做一只书橱。从此，“神童”之称闻名乡里。